# 香港文學 (雜誌)
《香港文學》是在香港出版的一份文學雜誌，1985年1月由作家劉以鬯創辦並任總編輯。2000年9月改版，作家陶然接任總編輯。2018年11月，作家周洁茹接任總編輯。《香港文學》是作家發表嚴肅文學的重要平台，對促進香港文學發展扮演一定的角色。

## 緣起
劉以鬯在1985年1月創刊號指出，「香港是一個高度商品化的社會，文學商品化的傾向十分顯著，嚴肅文學長期受到消極的排斥，得不到應得的關注與重視。」香港文學的創刊目的是「提高香港文學的水平，同時為了使各地華文作家有更多發表作品的園地」

## 內容
《香港文學》收錄的文章種類十分廣泛，除了有小說、散文、戲劇、史料、詩、文學研究、評論、論文、報道、訪問、專輯等，也有座談會、文學活動等文學活動的記錄。其中專輯不局限於關於香港文學的主題討論，還有馬來西亞、印尼、新加坡和美加等地的華文作品特輯。

## 改版
2000年9月，創辦者劉以鬯退任總編輯，由陶然接替。《香港文學》因而改版，由直排改為橫排。評論稱改版後雜誌改善了雜誌側重文學史料和報道的問題，也加強了香港本土作品的篇幅，更能反映香港文學的情況。不過，2000年底曾有報道指該雜誌的編輯方針疑受中國大陸影響。報道稱《香港文學》拒絕刊登作家劉再復一篇關於高行健的文章，劉懷疑此舉是由大陸當時對高的作品下禁令而引起。陶予以否認，稱劉文的評論太政治性。

## 影響
《香港文學》被認為促進了香港文學的發展，也帶動了各地華文文學的互動交流。學者認為，《香港文學》在「抵抗市場價值和商業文化對文學的侵襲」作出貢獻，也促進了各地華文文學社會的溝通。